# 山形季央
山形 季央（やまがた としお、1953年2月25日 - ）は日本のアートディレクター、グラフィックデザイナー。
元資生堂宣伝制作室長・部長。元多摩美術大学グラフィックデザイン学科教授（〜2020）、大阪芸術大学グラフィックデザイン学科客員教授。

## 略歴[3][4]
1953年、大阪府大阪市生まれ。
1976年、大阪芸術大学芸術学部デザイン学科卒業。同年、株式会社資生堂にグラフィックデザイナーとして入社。
1982年、宣伝部初代アートディレクターとしてパリに駐在。セルジュ・ルタンスと資生堂のグローバル・イメージ・キャンペーンを共創。（ - 1986年）
1987年、アートディレクターとして、イプサや資生堂ホワイテスの立ち上げ、資生堂の国内外ブランドの広告やコミュニケーションデザインを担当。
並行して、上田義彦や田原桂一の写真集など、資生堂以外のデザインも手がける。
2002年、4月より桑沢デザイン研究所講師（- 2011年）。
2004年、資生堂宣伝部デザイン統括部長。同年4月より武蔵野美術大学視覚伝達デザイン学科講師（- 2010年）。
2005年、資生堂宣伝制作室長・部長。（- 2011年）コーポレートスローガン「一瞬も 一生も 美しく」を開発・提案。
2008年、大阪芸術大学グラフィックデザイン学科客員教授。
2011年、資生堂退社。同年、多摩美術大学美術学部グラフィックデザイン学科教授。武蔵野美術大学視覚伝達デザイン学科客員教授。
2020年、多摩美術大学美術学部グラフィックデザイン学科教授退任。同年、同大学大学院客員教授。

## 受賞[4][5]
- 1994年 - 東京ADC賞
- 1996年 - 東京ADC賞
- 1998年 - ニューヨークADC金賞
- 2000年 - 東京ADC賞
- 2007年 - 東京ADC会員賞

## 主な作品[4][6]
- 1987年 - イプサ・ブランド創設のアートディレクション
- 1994年 - 田原桂一写真集『艶のかたち金沢』ブックデザイン
- 1994年 - ダンスカンパニー山海塾のグラフィックデザイン（現在に至る）
- 1995年 - 上田義彦写真集『AMAGATSU』企画、ブックデザイン
- 1996年 - 今道子写真集『Michiko Kon』ブックデザイン
- 1998年 - 資生堂オイデルミン・リニューアルのアートディレクション
- 2002年 - 十文字美信写真集『わび』ブックデザイン
- 2005年 - 資生堂コーポレートスローガン「一瞬も一生も美しく」開発・提案

## 論文[6]
- 2004年12月 - 資生堂の唐草　込められた理念　[資生堂企業資料館刊　研究紀要おいでるみん]
- 2005年12月 - セルジュルタンスという戦略　[資生堂企業資料館刊　研究紀要おいでるみん]

## 著書

### 単著
- 『新世代平面設計家 山形季央的設計世界』広西美術出版社、2000年8月、ISBN 9787806258583
- 『山形季央 世界のグラフィックデザイン91』ギンザ・グラフィック・ギャラリー、2009年10月、ISBN 978-4887523159
- 『日本のグラフィック100年』パイインターナショナル、2018年1月、ISBN  978-4756248855
- 『STORY』多摩美術大学、2019年12月

### 共編著
- 『Graphic Wave〈1996〉青木克憲/佐藤卓/山形季央』青木克憲、佐藤卓、山形季央、ギンザ・グラフィック・ギャラリー、1996年11月、ISBN 978-4924956810
- 『新版　graphic design　視覚伝達デザイン基礎』新島実ほか、武蔵野美術大学出版局、2012年4月、ISBN 978-4-86463-004-7 pp. 84〜87